# 도벤 울프
도벤 울프(일본어: ドーベン・ウルフ,  Döven Wolf)는 《건담 시리즈》에 등장하는 모빌 슈트(MS)로 분류되는 가공의 유인 조종식 인간형 로봇 병기이다. 1986년에 방영된 TV 애니메이션 《기동전사 건담 ZZ》에서 처음으로 등장했다.
작품 내에서 적측 세력인 네오지온군의 양산기로 뉴타입이나 강화인간 등 특수한 능력자만 다룰 수 있는 사이코뮤 병기를 일반인용으로 개량한 준사이코뮤 병기를 장비하고 있는 점이 특징이다. 이러한 무기 외에도 다양한 무장을 내장하고 있어서 높은 화력을 지니고 있다. 작품 내에서는 라칸 다카란 등 스페이스 울프 부대의 주력기로 6기가 등장한다.

## 같이 보기
- 기동전사 건담 ZZ